# Aegyptobia pseudoleptoides
Aegyptobia pseudoleptoides är en spindeldjursart som först beskrevs av Baker och Pritchard 1953.  Aegyptobia pseudoleptoides ingår i släktet Aegyptobia och familjen Tenuipalpidae. Inga underarter finns listade i Catalogue of Life.